# Caravelas (Mirandela)
Caravelas es una freguesia portuguesa del municipio de Mirandela, con 12,59 km² de superficie y 269 habitantes (2001). Su densidad de población es de 21,4 hab/km².